# Cornelius Fuscus
Cornelius Fuscus (overleden Dacië, 86) was een Romeinse generaal die ten tijde van de keizers van de Flavische dynastie in meerdere campagnes vocht. Tijdens het bewind van Domitianus diende hij van 81 tot 86 als prefect van de keizerlijke lijfwacht, die bekendstond als de pretoriaanse garde. Voorafgaand aan deze benoeming had Fuscus zich onderscheiden als een van Vespasianus' meest fervente aanhangers tijdens de burgeroorlog van 69, die bekendstaat als het vierkeizerjaar.
In 85 vielen de Daciërs, die geleid werden door koning Decebalus, het Romeinse Rijk binnen. Zij staken de Donau over en plunderden de provincie Moesia. In reactie daarop stuurde Domitianus Cornelius Fuscus met vijf legioenen naar de regio. Fuscus was aanvankelijk succesvol in het terug over de Donau verdrijven van de indringers. In het jaar 86 ondernam Fuscus op zijn beurt een invasie van Dacië. Dit liep echter niet goed af. Samen met de Legio V Alaudae liep hij in een hinderlaag. Tijdens de eerste slag bij Tapae werd het hele Ve legioen vernietigd en vond ook Fuscus de dood.